# (2550) Houssay
(2550) Houssay (1976 UP20) – planetoida z pasa głównego asteroid okrążająca Słońce w ciągu 5,69 lat w średniej odległości 3,19 j.a. Odkryta 21 października 1976 roku.